# Tập đoàn Bưu chính Nhật Bản
Japan Post Holdings Co., Ltd. (日本郵政株式会社 Nippon Yū-sei Kabushiki-gaisha) là một tập đoàn đại chúng của Nhật Bản có trụ sở tại Kasumigaseki, Chiyoda, Tokyo. Công ty chủ yếu tham gia vào kinh doanh bưu chính và vận tải, tài chính, ngân hàng và bảo hiểm nhân thọ. Công ty cung cấp dịch vụ vận chuyển thư và hàng hóa, bán tem, tiền gửi, cho vay và các sản phẩm bảo hiểm.
Ngày 4 tháng 11 năm 2015, Tập đoàn bưu chính Nhật Bản (TYO: 6178 ) niêm yết tại Sở giao dịch chứng khoán Tokyo, là một phần của "triple IPO" (Phát hành công khai lần đầu) với việc chào bán cổ phiếu của Ngân hàng bưu điện Nhật Bản (TYO: 7182 ) và Bảo hiểm bưu điện Nhật Bản (TYO: 7181 ). Khoảng 10 % cổ phần của mỗi công ty được chào bán.
Tính đến tháng 9 năm 2017, Japan Post Holdings có 24.000 văn phòng và 400.000 nhân viên. Masatsugu Nagato là chủ tịch và CEO.

## Lịch sử
Công ty được thành lập vào ngày 23 tháng 1 năm 2006, mặc dù phải đến tháng 10 năm 2007, nó mới tiếp quản các chức năng của Japan Post.
Đã có kế hoạch tư nhân hóa hoàn toàn công ty, nhưng chúng đã bị trì hoãn. Tính đến  năm 2013, nó xếp thứ mười ba trong danh sách Fortune Global 500 của các công ty lớn nhất thế giới.
Vào ngày 25 tháng 4 năm 2017, Japan Post Holdings cho biết họ sẽ bị lỗ 40 tỷ Yên (360 triệu đô la) cho năm tài chính đầu tiên là một công ty niêm yết, do các khoản lỗ từ Toll Holdings, công ty đã gây tranh cãi trong năm 2015.
Vào tháng 9 năm 2017, chính phủ Nhật Bản đã tuyên bố bán cổ phiếu trị giá 12 tỷ đô la của Japan Post Holdings Co. Ltd. Đó là lần bán đầu tiên kể từ IPO năm 2015 của công ty bưu chính và hai đơn vị của nó, Japan Post Bank Co. Ltd. và Japan Post Insurance Co. Ltd., Số tiền sau đó được sử dụng để sửa chữa, xây dựng những nơi đã bị phá hủy bởi một trận động đất và sóng thần vào năm 2011.

## Hoạt động
Nhóm hoạt động thông qua bốn bộ phận chính:
- Japan Post, liên quan đến chuyển phát thư và điều hành các bưu điện.
- Ngân hàng Bưu điện Nhật Bản, nơi liên quan đến các chức năng ngân hàng.
- Bảo hiểm Bưu điện Nhật Bản, nơi cung cấp bảo hiểm nhân thọ.
- Toll Holdings, nơi cung cấp vận tải và hậu cần